# Клисура Сувог потока
Клисура Сувог потока усечена је ерозивним радом истоименог потока који је формиран у стенама дијабаз-рожначке формације, у оквиру ПП Шарган-Мокра Гора.
Клисура је дубине око 180 метара, пружа се меридијанским правцем. У доњем делу поток пресеца планинску греду Тусто брдо (1.158 м.н.в.) и Ограђеницу (687 м.н.в.) које изграђују горњокредни слојевити банковити кречњаци, стварајући клисуру. Она се завршава у долинском проширењу реке Камешине, узводно од Котромана. Денивелација дна клисуре је око 150 метара и дном клисуре пролази пут.